# Кодобуток
Кодобуток (категорна сума) сімейства об'єктів — узагальнення у теорії категорій для понять диз'юнктного об'єднання множин і топологічних просторів та прямої суми модулів або векторних просторів. Кодобуток сімейства об'єктів — це найбільш загальний об'єкт, у який існує морфізм з кожного об'єкта сімейства. Кодобуток об'єктів двоїстий їхньому добутку, тобто визначення кодобутків можна отримати з визначення добутку згортанням усіх стрілок. Проте, насправді добуток і кодобуток об'єктів разюче відрізняються.

## Визначення
Нехай {\displaystyle {\mathcal {C}}} — категорія, {\displaystyle \{X_{j}|j\in J\}} — індексоване сімейство її об'єктів. Кодобуток цього сімейства — це такий об'єкт {\displaystyle X}, разом з морфізмами {\displaystyle i_{j}\colon \,X_{i}\to X}, які називаються канонічними вкладеннями або канонічними ін'єкціями (хоча вони не зобов'язані бути ін'єкціями), що для будь-якого {\displaystyle Y\in Ob\,{\mathcal {C}}} та сімейства морфізмів {\displaystyle f_{j}\colon \,X_{j}\to Y} існує єдиний морфізм {\displaystyle f\colon \,X\to Y}, такий що {\displaystyle f_{j}=f\circ i_{j}}, тобто наступна діаграма комутативна для всіх {\displaystyle j}:
Кодобуток сімейства {\displaystyle \{X_{j}\}} зазвичай позначають
{\displaystyle X=\coprod _{j\in J}X_{j}}
або
{\displaystyle X=\bigoplus _{j\in J}X_{j}.}
Іноді морфізм {\displaystyle f} позначають
{\displaystyle f=\coprod _{j\in J}f_{j}:\coprod _{j\in J}X_{j}\to Y}
щоб підкреслити його залежність від {\displaystyle f_{j}}.
Кодобуток двох об'єктів зазвичай позначають {\displaystyle X_{1}\coprod X_{2}} або {\displaystyle X_{1}\oplus X_{2}}, тоді діаграма набуває вигляду
Відповідно, {\displaystyle f} позначають при цьому {\displaystyle f_{1}\coprod f_{2}}, {\displaystyle f_{1}\oplus f_{2}} або {\displaystyle [f_{1},f_{2}]}.
Єдиність результату операції {\displaystyle [-,-]} можна альтернативно виразити як рівність {\displaystyle [h\circ i_{1},h\circ i_{2}]=h}, справедливу для будь-яких {\displaystyle h}. 
Існує еквівалентне визначення кодобутку. Кодобуток сімейства {\displaystyle \{X_{j}|j\in J\}} — це такий об'єкт {\displaystyle X}, що для будь-якого об'єкта {\displaystyle Y\in C} функція {\displaystyle Hom(X,Y)\rightarrow \prod _{j\in J}Hom(X_{j},Y)}, задана як {\displaystyle u\mapsto \{u\circ i_{j}\}}, бієктивна. 

## Властивості
- Якщо сума об'єктів існує, то вона єдина з точністю до ізоморфізму.
- Комутативність: {\displaystyle a+b\simeq b+a.}
- Асоціативність: {\displaystyle (a+b)+c\simeq a+(b+c)}
- Якщо у категорії існує початковий об'єкт {\displaystyle \ 0}, то {\displaystyle a+0\simeq 0+a\simeq a.}
- Категорія, в якій визначено добуток будь-яких двох об'єктів і є ініціальний об'єкт, є симетричним моноїдом.

## Дистрибутивність
У загальному випадку існує канонічний морфізм {\displaystyle X\times Y+X\times Z\to X\times (Y+Z)}, де плюс позначає кодобуток об'єктів. Це випливає із існування канонічних проєкцій і вкладень та з комутативності наступної діаграми:
Властивість універсальності для {\displaystyle X\times (Y+Z)} гарантує при цьому існування шуканого морфізму. Категорія називається дистрибутивною, якщо у ній цей морфізм є ізоморфізмом.

## Матриця перетворень
Будь-який морфізм
{\displaystyle f\colon \bigoplus _{i\in I}a_{i}\to \bigotimes _{j\in J}b_{j}}
породжує множину морфізмів
{\displaystyle f_{ij}\colon a_{i}\to b_{j}},
які задаються за правилом {\displaystyle f_{ij}=\pi _{j}\circ f\circ \imath _{i}} і називаються матрицею перетворення. В інший бік, будь-яка матриця перетворення {\displaystyle f_{ij}\colon a_{i}\to b_{j}} задає єдиний відповідний морфізм {\displaystyle \scriptstyle f\colon \bigoplus _{i\in I}a_{i}\to \bigotimes _{j\in J}b_{j}.} Якщо у категорії існує нульовий об'єкт {\displaystyle 0,} для котрого для будь-якого об'єкта {\displaystyle x} існує єдиний морфізм {\displaystyle d_{x}\colon x\to 0} і єдиний морфізм {\displaystyle c_{x}\colon 0\to x}, то матриця перетворення {\displaystyle f_{ij}\colon a_{i}\to a_{j}}, яка визначається за правилом
{\displaystyle f_{ij}=\left\{{\begin{matrix}c_{j}\circ d_{i},~i\neq j\\id_{i},~i=j\end{matrix}}\right.}
називається одиничною матрицею.
Приклад
В категорії скінченновимірних векторних просторів {\displaystyle {\mathcal {V}}ect_{f}} кодобуток просторів збігається з їхнім добутком і є їхньою прямою сумою. У цьому випадку категорне та звичайне поняття матриці перетворень збігаються, так як будь-який скінченновимірний простір можна розкласти у пряму суму одновимірних. При цьому матриця перетворення усього простору задається шляхом наведення образів відповідних базисних векторів та продовження перетворення на весь простір за лінійністю єдиним чином.